# Дніпровська духовна семінарія
Дніпровська духовна семінарія — вищий духовний навчальний заклад Православної Церкви України.

## Історія
Створена рішенням Священного Синоду Української Православної Церкви Київського Патріархату від 13 грудня 2012 року під головуванням Святішого Патріарха Київського і всієї Руси-України Філарета.
Семінарія розташована у колишньому кінотеатрі на проспекті Свободи у колишньому паланковому місті Запорозької Січі Новому Кодаці, тепер — робітничій місцевості у Новокодацькому районі Дніпра.
Метою й завдання Семінарії є виховання й освіта гідних пастирів Церкви Христової, здатних своєю проповіддю, життям і служінням залучити численне населення країни до благодатного життя у Царстві Божому.
На навчання у духовний заклад приймаються особи православного віросповідання чоловічої статі, які мають середню освіту або вищу, неодружені, або одружені першим шлюбом, а найголовніше, за бажанням (покликанням) стати священиком.
Денна й заочна форми навчання. Термін навчання — 4 роки. При Семінарії є гуртожиток.
Дніпровська духовна семінарія має свій Семінарський храм святих первоверховних апостолів Петра і Павла, котрий є колишнім Кафедральним собором Дніпропетровської єпархії УПЦ КП. У ньому студенти моляться й проходять богослужбову практику.
Щороку 9 листопада Дніпровська духовна семінарія святкує день пам'яті свого небесного покровителя — преподобного Нестора Літописця.
У квітні 2019 року Дніпровська духовна семінарія підписала меморандум про співпрацю з Університетом митної справи та фінансів. На базі військової кафедри університету навчатимуть професійних капеланів для армії. Акцент зроблять на військовій психології та військовій справі.